# Aeroportul Municipal Pittsfield
Aeroportul Municipal Pittsfield (IATA: PSF, ICAO: KPSF, FAA LID: PSF) este un aeroport din Massachusetts, Statele Unite ale Americii ce deservește zona Pittsfield. Aeroportul a fost tranzitat în 2019 de 70 de pasageri. A fost numit după zona deservită.
Situat la o altitudine de 364 m, aeroportul dispune de 2 piste.

## Infrastructură

### Piste
Aeroportul dispune de 2 piste. Pista 08/26 are suprafața de asfalt și dimensiunile 5.791 picioare × 100 picioare. Pista 14/32 are suprafața de asfalt și dimensiunile 3.496 picioare × 100 picioare. 